# Ахмадуллин, Габдулла Ахмадуллович
Габдулла́ Ахмаду́ллович Ахмаду́ллин (23 сентября 1918, Алашайка, Уржумский уезд, Вятская губерния, РСФСР — 23 декабря 2000, Параньга, Марий Эл, Россия) — советский административный и хозяйственный деятель. Председатель Параньгинского райисполкома Марийской АССР (1955—1959), председатель колхоза им. Г. Тукая п. Параньга МарАССР (1960—1978). Участник советско-японской войны (1945). Член ВКП(б).

## Биография
Родился  10 января 1918 года в дер. Алашайка ныне Параньгинского района Марий Эл.
В октябре 1939 года призван в РККА. Участник войны с Японией: командир взвода 754 стрелкового полка 209 стрелковой дивизии на Забайкальском фронте, сержант. В июне 1947 года демобилизовался из армии в звании капитана. Награждён орденами Отечественной войны II степени и Красной Звезды и медалями, в том числе «За победу над Японией».
В 1948 году окончил курсы при Марийском обкоме ВКП(б). В 1955—1959 годах — председатель Параньгинского райисполкома Марийской АССР, в 1960—1978 годах — председатель колхоза им. Г. Тукая п. Параньга МарАССР. В 1968 году окончил Горьковскую партийную школу. Предприимчивый, грамотный руководитель: приняв хозяйство с долгами, не только рассчитался с ними, но и вывел колхоз в передовики, переходящие Красные Знамёна всех уровней  — республиканского (трижды), российского и всесоюзного (по разу). Награждён орденами Октябрьской Революции и «Знак Почёта» и медалями, в том числе «За трудовую доблесть», а также Почётной грамотой Президиума Верховного Совета Марийской АССР (трижды).
В 1959—1963 годах избирался депутатом Верховного Совета Марийской АССР V созыва.
Ушёл из жизни 23 декабря 2000 года в п. Параньга Марий Эл, похоронен там же.

## Награды
- Орден Октябрьской Революции (1971)[1]
- Орден «Знак Почёта» (1976)[1]
- Орден Отечественной войны II степени (06.04.1985)[1]
- Орден Красной Звезды (1945)[1]
- Медаль «За трудовую доблесть» (1965)[1]
- Медаль «За доблестный труд. В ознаменование 100-летия со дня рождения Владимира Ильича Ленина»
- Медаль «За победу над Японией» (02.09.1945)[3]
- Почётная грамота Президиума Верховного Совета Марийской АССР (1957, 1968, 1978)[1]